# Прометеїв акорд

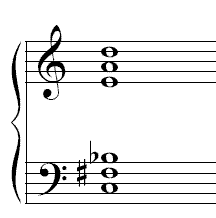
Прометеїв акорд від ноти «до»..

Прометеїв акорд (містичний акорд) — спеціальна назва акорду Fis-His-e-ais-dis1-gis1 (в тональності Fis), на основі якого написана «Поема вогню» Олександра Скрябіна.
Назву «Прометеїв акорд» запровадив Леонід Сабанєєв. У західній музикознавчій літературі акорд відомий під назвою «містичний», цю назву придумав Артур Іґлфілд Халл в 1916 році. Сам же композитор називав цей акорд «акордом Плерома» (Плерома — термін у грецькій філософії, одне з центральних понять у гностицизмі, що означає божественну повноту).
Хоча акорд названо за однією з композицій О. Скрябіна, він не є основоположним у творчості композитора
На думку деяких музикознавців прометеїв акорд сконструйований на основі штучного ладу, зокрема прикладом такого гармонічного рішення є прелюдії Op. 58, Op. 59/2, Op. 61, Op. 63, Op. 67/1 and Op. 69/1
Приклад використання цього акорду у П'ятій фортепіанній сонаті (тт. 264 і 268) наведено нижче
Прометеїв акорд став предметом дискусій в музичному світі. Російські музикознавці нагородили його такими епітетами як «прапор музичного мислення нової стилістичної епохи», а також «ворота» в область авангардного музичного мислення XX століття». Дж. Перле вважав, що Скрябін використовував прометеїв акорд у т. зв. передсерійний спосіб для створення похідних акордів та мелодій, для якого властиво, що та чи інша штучна звуковисотна структура компенсує втрату традиційної тональної функціональності.